# Cornac (Lot)
Cornac település Franciaországban, Lot megyében. Lakosainak száma 360 fő (2022. január 1.). Cornac Belmont-Bretenoux, Bretenoux, Estal, Frayssinhes, Gagnac-sur-Cère, Glanes, Saint-Laurent-les-Tours, Saint-Michel-Loubéjou, Sousceyrac-en-Quercy és Teyssieu községekkel határos.

## Népesség
A település népességének változása:
| Lakosok száma | 354  | 354  | 370  | 354  | 355  | 356  | 348  | 344  | 347  | 360  |
|               | 1968 | 1982 | 1990 | 2006 | 2013 | 2015 | 2017 | 2019 | 2020 | 2022 |